# 陽球
陽球（？—179年11月30日），字方正，漁陽郡泉州縣（今天津武清）人。東漢衛尉。

## 生平
陽球出自世家大族，被舉薦爲孝廉，補任尚書侍郎。陽球熟悉歷史典故，陽球啟奏章奏和處理事務方面，受尚書們的推崇信任。後來出任高唐縣令，但由於陽球刑罰嚴酷苛刻，遭郡守收捕治罪，此時正好遇赦免而免罪。

### 九江平亂
陽球被徵辟到司徒劉寵的幕府內，經過考核，成績優秀、名列前茅。九江郡山中盜賊四起，幾個月下來都沒有平息。三府（太尉、司徒、司空）上奏陽球有處理奸賊的才能，於是陽球任爲九江太守。陽球上任後，馬上設下計謀，平定了九江的盜賊，還將郡裏作奸犯科的官吏們逮捕處死。
熹平六年（公元177年），時任平原國相的陽球被控告過於嚴刑酷罰，被徵召回洛陽，交往廷尉治罪。漢靈帝以陽球擔任九江太守時討伐盜賊有功，特別下令赦免他，任命陽球為議郎。
陽球升任將作大匠，後來因事獲罪。不久被任命為尚書令。上奏罷鴻都文學。但沒有被理會。

### 公報私仇
陽球任將作大匠時，當時蔡邕與大鴻臚劉郃素來不和，蔡邕的叔父衛尉蔡質和陽球有嫌隙。陽球是中常侍程璜的女婿。程璜教唆他人用匿名信誣告「蔡邕、蔡質多次有私事拜託劉郃，但都被劉郃拒絕，所以蔡邕懷恨在心，打算中傷劉郃。」於是漢靈帝下詔，命尚書傳喚蔡邕詢問情況。蔡邕上書說：「臣實在愚昧，沒有去顧慮到日後的禍害，陛下不念忠臣直言，加以掩蔽保護，反倒是一有人誹謗，就懷疑和責怪。臣今年已經四十六歲，孤立於一身，寄託忠臣而顯名，即便身死也有餘榮，但陛下恐怕從此無法聽到真實的直言！」結果，蔡邕、蔡質被逮捕，被收押到洛陽的監獄。有人以「公報私仇，打算謀害大臣，有大不敬罪，應斬首，並將屍體棄置街頭示眾。」彈劾上奏，中常侍呂強，憐憫蔡邕被冤，盡力為他求情，漢靈帝也回想起蔡邕的密封奏章，下詔免除蔡邕的死刑，但蔡邕連同家屬一起被髡髮，流放到朔方郡，而且就算有赦令也不能赦免。陽球派刺客追殺蔡邕，但所有的刺客都被蔡邕的高義感動，放棄刺殺。陽球又賄賂并州刺史、朔方郡太守，讓他們毒害蔡邕，他們反將實情告訴蔡邕，讓蔡邕戒備，蔡邕得以倖免於難。

### 對抗宦官
中常侍王甫、曹節等人奸虐弄權，朝廷內外都不敢插手，陽球曾經拍着大腿氣憤說：「如果我陽球當上司隸校尉，哪會容得下曹節這幫惡徒？」光和二年（公元179年），陽球升任司隸校尉。
四月，王甫在家裡休息，段熲因發生日食而對自己提出彈劾。陽球入宮謝恩，趁機向漢靈帝彈劾王甫、段熲、中常侍淳于登、袁赦等人的罪狀。將王甫、段熲等人和王甫的養子、永樂少府王萌，沛相王吉通通逮捕，收押在洛陽監獄。陽球親自審問他們，將五種酷刑（鞭、箠、灼、徽、纆）通通用上。王萌曾經擔任過司隸校尉，王萌對陽球請求說他們父子當然應該被誅殺，但請陽球看在和王萌前後同官的份上，讓王甫少受點苦刑。陽球說：「你已是罪惡滿盈，即便死亡也無法抵償你的罪過，少跟我說什麼前後同官，請求寬恕你父親？」王萌便大罵說：「您以前侍奉我們父子，就像奴才，奴才敢膽敢反抗主子！今日您落井下石，將來會有報應。」陽球命從人用泥土塞住王萌的嘴巴，王甫父子在受到殘酷的拷問後死於杖下。段熲後來也自殺。陽球將王甫的屍體剖成幾塊放在夏城門示眾，張貼公告說：「這是賊臣王甫。」沒收了王甫的財產，並將王甫的家屬流放到比景縣。
陽球將王甫誅殺後，打算按照順序，彈劾曹節等人，陽球跟中都官從事說：「暫且先除去權貴大奸，再議除其他奸臣。公卿中的豪強，像袁姓家族那一群小夥子，您這位從事自己處理，不需要我這位校尉動手！」權貴們知道這件事後，都惴惴不安。曹節等人也不敢回家。恰逢漢順帝的妃子虞貴人去世，舉行葬禮，文武百官送葬回城，曹節看見分散的王甫屍體被棄在路旁，打算反抗陽球，於是曹節進宮向漢靈帝說：「陽球過去本是一個暴虐的酷吏，三府曾經對他彈劾，應將他免官。但因他任九江太守時的功勞，才再任命他做官。犯過罪的人，都喜歡胡作非為，不應該讓他待在司隸，放任他的殘忍暴虐。」於是漢靈帝調任陽球為衛尉。當時，陽球正在祭拜陵墓，曹節勒令尚書令召見陽球，不得耽擱。陽球急迫被召，請求面見漢靈帝，說他自己沒有清高的德行，被漢靈帝委與鷹犬一樣的重任。認為前些時誅殺的王甫、段熲，不過是幾條狐狸，不足以佈告天下。希望漢靈帝能讓他再任職一個月，他一定會讓豺狼鴟梟的奸臣認罪。說完又向漢靈帝叩頭請求，叩到出血。陽球被漢靈帝身旁的人斥責說：「衛尉膽敢違抗聖旨！」，斥罵了兩三次，陽球只得接旨。
司徒劉郃與陽球商議逮捕拷問張讓、曹節，曹節等人知道後，一同誣告劉郃等人。
十月十四日，劉郃、陳球、劉納、陽球都被逮捕入獄，在獄中被處死。陽球妻兒則被流放邊疆。

## 性格
陽球會擊劍，學習騎射。性情嚴厲，喜歡申韓的學說。有位郡吏侮辱陽球的母親，陽球便召集十幾個年輕人，殺了那名郡吏，滅了他全家，因此而出名。

## 評價
- 范曄：自中興後，法網嚴謹，受官吏迫害的，跟前朝相比比較少，而宦官與外戚，侵害天下。所以導致陽球將王甫的屍首分屍，張儉剖曹節的墓。這樣的事情，雖然洩憤，爲大家所稱快，但也過於殘酷啊。（自中興以後，科網稍密，吏人之嚴害者，方於前世省矣。而閹人親婭，侵虐天下。至使陽球磔王甫之屍，張儉剖曹節之墓。若此之類，雖厭快眾憤，亦云酷矣！）《後漢書·酷吏列傳》
- 趙翼：陽球奏誅宦官王甫等，剛正嫉惡，不避權勢，自當與李固、杜喬等同傳，乃列之酷吏，可乎？《陔餘叢考·卷五》

## 延伸阅读
[在维基数据编辑]
 《後漢書/卷77》，出自范晔《後漢書》
 《東觀漢記》